# Carrolltown
Carrolltown és una població dels Estats Units a l'estat de Pennsilvània. Segons el cens del 2000 tenia 1.049 habitants.

## Demografia
Segons el cens del 2000, Carrolltown tenia 1.049 habitants, 407 habitatges, i 295 famílies. La densitat de població era de 613,7 habitants per quilòmetre quadrat.
Dels 407 habitatges en un 29,2% hi vivien nens de menys de 18 anys, en un 59% hi vivien parelles casades, en un 10,8% dones solteres, i en un 27,5% no eren unitats familiars. En el 25,3% dels habitatges hi vivien persones soles el 17% de les quals corresponia a persones de 65 anys o més que vivien soles. El nombre mitjà de persones vivint en cada habitatge era de 2,56 i el nombre mitjà de persones que vivien en cada família era de 3,06.
Per edats la població es repartia de la següent manera: un 22,2% tenia menys de 18 anys, un 7,2% entre 18 i 24, un 27,4% entre 25 i 44, un 23,7% de 45 a 60 i un 19,4% 65 anys o més.
L'edat mediana era de 41 anys. Per cada 100 dones de 18 o més anys hi havia 98,1 homes.
La renda mediana per habitatge era de 32.833 $ i la renda mediana per família de 39.792 $. Els homes tenien una renda mediana de 33.056 $ mentre que les dones 17.500 $. La renda per capita de la població era de 16.250 $. Entorn del 6,2% de les famílies i el 8% de la població estaven per davall del llindar de pobresa.

## Poblacions més properes
El següent diagrama mostra les poblacions més properes.